# Laminat
Laminat je vrsta talne obloge. Osnovna sestava laminata je HDF sredica (trda vlaknena plošča), ki s svojo visoko gostoto daje materialu trdnost in togost. Vrhnji sloj pri laminatu predstavlja dekor talne obloge. To je tanka plat tiskanega vinila, ki je lepljen na osnovno HDF ploščo. Od klasičnih struktur in barv desk laminata, v današnjem času tako poznamo lesne dekorje, dekorje kamna in druge, nevsakdanje barve in grafike. Vrhnji sloj pa je posebna plast namenjena predvsem zaščiti, kot tudi izdelavi strukture talne obloge. Med proizvajalci se tako razlikuje tudi število zgornjih slojev in debelina le-teh.
Evropski standard št. EN 13329: 2000 določa minimalne zahteve za laminat, kot talno oblogo.
Cena laminata je verjetno najpogostejši odločevalec pri nakupu. Cena laminata se lahko začne pod 10€/m², vse je odvisno od kvalitete materialov in debeline laminata. Poleg cene je na strani laminata tudi način vzdrževanja. Tu ni potrebno velikih posegov, priporočljivo je le redno čiščenje in primerna uporaba. Ker so trenutno v svetu zelo popularni DIY (»Naredi sam«) projekti, je laminat v samem vrhu po enostavnosti vgradnje. Za montažo laminata je potrebno nekaj ročnih spretnost, primerna osnovna podlaha (estrih) in nekaj preprostega orodja. Proizvajalci za namen enostavne vgradnje razvijajo številne sisteme klik spajanja. Tudi na tem področju se je laminat v zadnjem času zelo razvil in izboljšal.

## Plusi in minusi laminata
+ Cena nakupa
+ Vzdrževanje
+ Način montaže
+ Široka izbira dekorjev
+ Primeren za talno ogrevanje*
- Odpornost na vodo ali vlago
- Akustična izolativnost
- Občutljivost na udarce
*Polaganje laminata na tla s talnim ogrevanjem: laminatni pod lahko polagate samo na tla s toplovodnim talnim ogrevanjem z največjo temperaturo ogrevanja 27 °C.

## Montaža laminata
Za vgradnjo laminata je treba paziti na nekaj pomembnih točk. Podlaga mora biti čvrsta, suha in čista. Vse neravnine je treba pred pričetkom del ustrezno izravnati. Pod laminat je treba položiti podlogo ki skrbi za toplotno, kot tudi zvočno izolacijo, hkrati pa poskrbi za regulacijo majhnih neravnin (če se laminat polaga na estrih, je treba pod podlogo položiti PE folijo). Zahvaljujoč klik sistemu spajanja laminata ni treba lepiti po spojih, vsekakor pa se ga ne sme lepiti na podlago. Ker gre za plavajoče polaganje, je treba ob stenah in drugih nepremičnih elementih v prostoru zagotoviti zadostni odmik in tako omogočiti njegovo premikanje po prostoru. Pred vgradnjo je treba upoštevati proizvajalčeva navodila za montažo. Za lepšo izvedbo je treba okoli vrat in podbojev nekaj spretnosti, da se laminat lepo zaključi in s tem odmik do stene ni viden. Ob morebitni poškodbi določene deske se z nekaj spretnosti le-to preprosto zamenja.

## Primerna uporaba in vzdrževanje
Voda in vlaga močno škodujeta večini laminatov, zato je treba pri vzdrževanju upoštevati, da se tla briše z vlažno, dobro ožeto krpo. Najbolj priporočljiva je uporaba čistil, namenjenih za laminat ali vinilne talne obloge. Čistilo se enostavno razprši po površini in obriše. Zaščita pohištva (stoli in mize) z ustreznimi čepi iz filca omogoča brezskrbno premikanje po prostoru. V prostorih, kjer se uporabljajo pisarniški stoli, se pod le te namesti prozorne polikarbonatne zaščitne plošče. Tako lahko podaljšamo življenjsko dobo laminata.

## Razred obrabe
V skladu z DIN EN 13329: 2006 je vsak laminat opremljen z oznako za odpornost obrabe AC1, AC2 itd. Ocena odpornosti laminata je testirana s posebno napravo, kjer se brusni papir vrti na površini laminata. Na vsakih 100 vrtljajev se preveri poškodba laminata, na 200 vrtljajev se zamenja brusni papir. Vrednost IP je določena takrat, ko se odkrije obraba laminata.
| Vrednosti         |       |        |        |        |        |
| ----------------- | ----- | ------ | ------ | ------ | ------ |
| Oznaka            | AC 1  | AC 2   | AC 3   | AC 4   | AC 5   |
| Število vrtljajev | ≥ 900 | ≥ 1500 | ≥ 2000 | ≥ 4000 | ≥ 6000 |

Glede na zgornje vrednosti se tako določi razred obrabe ali je laminat primeren za stanovanjsko ali komercialno uporabo.

## Zgodovina
Na Švedskem je bil leta 1977 razvit prvi laminat, na evropsko tržišče pa je prišel šele leta 1980.
Danes je laminat ena izmed bolj priljubljenih talnih oblog na svetu in tudi število proizvajalcev se je povečala, s tem pa tudi konkurenca in kakovost. Kar se ni spremenilo do današnjega časa, je osnovna sestava talne obloge. Splošna sestava laminata je tako še vedno troplastna.